# Elizabeth Hosking
Elizabeth Hosking, née le 22 juillet 2001 à Longueuil, est une snowboardeuse canadienne.

## Palmarès

### Championnats du monde
- Championnats du monde 2023 à Bakuriani (Géorgie) :
  -  Médaille d'argent en half-pipe.

### Coupe du monde de snowboard
- 3 podiums.